# Urbano (usurpador romano)
Urbano (em latim: Urbanus foi um usurpador romano contra o imperador Aureliano em 271. De acordo com Zósimo (I, 49.2), ele logo foi derrotado, mas historiadores modernos duvidam que a revolta tenha ocorrido e até mesmo da existência de Urbano.